# Kanton Bas-en-Basset
Bas-en-Basset is een kanton van het Franse departement Haute-Loire. Het kanton maakt deel uit van het arrondissement Yssingeaux.

## Gemeenten
Het kanton Bas-en-Basset omvatte tot 2014 de volgende 6 gemeenten:
- Bas-en-Basset (hoofdplaats)
- Boisset
- Malvalette
- Saint-Pal-de-Chalencon
- Tiranges
- Valprivas

Na de herindeling van de kantons door het decreet van 17 februari 2014, met uitwerking op 22 maart 2015, omvat het volgende gemeenten:
- Bas-en-Basset
- Beauzac
- Boisset
- Malvalette
- Retournac
- Saint-André-de-Chalencon
- Solignac-sous-Roche
- Tiranges
- Valprivas